# Radiopsykologen
Radiopsykologen är ett radioprogram i Sveriges Radio P1, startat februari 2009. Det är ett samtalsprogram, där en psykolog ägnar programmet åt ett långt samtal med en inringare om personliga frågor som behöver bearbetas. Sedan hösten 2021 har nyproduktionen av programmet satts i paus och i praktiken ersatts av det snarlika Livet med Ullakarin Nyberg.

## Utformning
Programmet är till för samtal omkring ofta svåra men allmängiltiga livsfrågor och där personer går med på att inför radiolyssnarna prata om livskriser, svartsjuka, barnlöshet, depressioner och liknande ämnen. Det gemensamma temat är relationer på något sätt; däremot undviker inringarna att tala om problem relaterade till sex, enligt tidigare programledaren Allan Linnér kanske på grund av att ämnet är för intimt och att det känns skamligt att erkänna personliga problem kopplade till sex.
Uppskattningsvis 90 procent av de som ringer in till programmet är kvinnor, vilket enligt producenten Siri Ambjörnsson kan bero på att kvinnor är mer vana att tala om känslor. 2018 beräknades cirka 275 000 lyssna på programmet varje vecka. Den yngsta inringaren hade då varit 15 år gammal, den äldsta 92 år.

## Historik
Under årens lopp har programmet Radiopsykologen letts av bland andra Allan Linnér (2012–2019) och Lasse Övling (2019–2021). Linnér hade 40 års erfarenhet av samtal i terapirummet, när han inledde sin roll som programledare i radio. Skillnaden mellan ett fysiskt terapirum och samtalet i radio är man i radion inte kan se rodnande hud och flackande blickar. I radion blir rösten än viktigare, och där kan tystnad och suckar bli än mer betydelsefulla. Under Linnérs tid som programledare medverkade han i nästan 300 program. Linnérs efterträdare Lasse Övling ledde programmet fram till 3 juni 2021.
2019 deltog både Linnér och Övling i ett samtal på Psykologiscenen under Bokmässan i Göteborg. De talade då bland annat om att många av samtalen i programmet bottnar i skam, ofta baserat på utvecklingstrauma som leder till problem senare i livet.

### Fortsättning
Radiopsykologen ersattes hösten 2021 av det snarlika Livet – med Ullakarin Nyberg, efter att psykologen Lasse Övling slutat som programledare och ersatts av Ullakarin Nyberg. Programledarbytet föranleddes enligt Sveriges Radios ledning av sjunkande lyssnarsiffror. Den då 70-årige Övling hade under sin tid på Sveriges Radio även varit en av programledarna för P3-psykologen, ett liknande program i systerkanalen P3.
Nyberg är läkare men inte utbildad psykolog, vilket ledde till önskemål från Psykologförbundet om namnbyte på programmet. Nyberg arbetar som psykiater och suicidforskare, och hon har ägnat den största delen av yrkeslivet åt hjälpsamtal med människor i kris. Till slut löstes namnproblemet genom att Radiopsykologen pausades och ersattes av det nystartade programmet Livet med Ullakarin Nyberg.